# NGC 141
NGC 141 (другие обозначения — ZWG 409.27, PGC 1918) — пекулярная спиральная галактика в созвездии Рыбы. Галактику открыл Альберт Март 29 августа 1864 года, во время наблюдений на Мальте с помощью 48-дюймового телескопа.
Этот объект входит в число перечисленных в оригинальной редакции Нового общего каталога.
В ряде каталогов указано , что галактика является компаньоном эллиптической галактики NGC 1439. Однако это лишь следствие опечатки в статье, галактики NGC 1439 и NGC 141 находятся на небе соответственно в южной и северной полусферах.